# Tammin Sursok
Tammin Sursok (Johannesburg, 1983. augusztus 19. –) dél-afrikai születésű ausztrál színésznő, énekesnő.
Legismertebb alakítása Jenna Marshall 2010 és 2017 között a Hazug csajok társasága című sorozatban. A Hannah Montana című sorozatban is szerepelt.

## Fiatalkora
Szülei Daryl Sursok és Julie Sursok.  Johannesburgban született. Négyéves korában családja az ausztráliai Sydney-be emigrált. Édesanyja zongorista és gitáros.

## Pályafutása
Első szerepe az Otthonunk című ausztrál sorozatban volt. 2004-ben otthagyta a sorozatot és Amerikába költözött. 2005. május 22-én megjelent első szólóalbuma, a Whatever Will Be. Első héten az ARIA Charts listáján a 13. helyen végzet.
2007 és 2009 között szerepelt a Nyughatatlan fiatalok című sorozatban. 2009-ben szerepelt a Nickelodeon Spectacular című zenés filmjében. 2010 és 2017 között a  Hazug csajok társasága című sorozatban.

## Magánélete
2011. augusztus 24-én hozzáment Sean McEwent rendezőhöz Olaszországban. A párnak két lánya van. Az egyik 2013 októberében született. A másik 2019 januárjában születtek. Van három kutyája is van.
Az Instagramon elmondta, hogy gyermekkorában a testsúlya miatt bántalmazták.

## Filmográfia

### Filmek
| Év   | Magyar cím                | Eredeti cím                   | Szerep            | Magyar hang        |
| ---- | ------------------------- | ----------------------------- | ----------------- | ------------------ |
| 2019 |                           | Braking for Whales            | Star Walker       |                    |
| 2019 |                           | My Killer Client              | Christa Bright    |                    |
| 2016 |                           | Girlfriends of Christmas Past | Livvy Beal        |                    |
| 2016 |                           | You May Now Kill the Bride    | Audrey            |                    |
| 2015 | Szerelmes ellenségek      | Bound & Babysitting           | Maggie            |                    |
| 2014 |                           | Cam2Cam                       | Allie Westbrook   |                    |
| 2013 | Minden jó, ha szex a vége | 10 Rules for Sleeping Around  | Kate Oliver       | Huszárik Kata      |
| 2013 |                           | Driving by Braille            | Sarah Corso       |                    |
| 2011 |                           | Husk                          | Natalie           |                    |
| 2010 | Flicka 2.                 | Flicka 2                      | Carrie McLaughlin | Bogdányi Titanilla |
| 2009 |                           | Spectacular!                  | Courtney          |                    |
| 2009 |                           | Albino Farm                   | Stacey            |                    |
| 2009 | A szabadság határai       | Crossing Over                 | Rosalyn           |                    |
| 2006 | Aquamarine                | Aquamarine                    | Marjorie          | Szabó Gertrúd      |

### Televíziós szerepek
| Év        | Magyar cím              | Eredeti cím                | Szerep          | Megjegyzések                               |
| --------- | ----------------------- | -------------------------- | --------------- | ------------------------------------------ |
| 2012      |                         | Airship Dracula            | Amelia          | minisorozat                                |
| 2010–2017 | Hazug csajok társasága  | Pretty Little Liars        | Jenna Marshall  | mellékszereplő magyar hangja Dögei Éva     |
| 2010–2011 | Hannah Montana          | Hannah Montana             | Siena           | mellékszereplő magyar hangja Csuha Borbála |
| 2008      | Célkeresztben           | In Plain Sight             | Nicole          | 1 epizód                                   |
| 2007–2009 | Nyughatatlan fiatalok   | The Young and the Restless | Colleen Carlton | főszereplő                                 |
| 2007      | Egy kapcsolat szabályai | Rules of Engagement        | nő              | 1 epizód                                   |
| 2000–2004 | Otthonunk               | Home and Away              | Dani Sutherland | főszereplő                                 |